# Aquarius tunicatus
Aquarius tunicatus (лат.) — гелофитное травянистое растение, вид рода Аквариус (Aquarius) семейства Частуховые (Alismataceae). Аквариумное растение, которое в аквариумистике более известно под синонимичным названием эхинодо́рус панамский (лат. Echinodorus tunicatus), поскольку длительное время до 2018 года вид относился в роду Эхинодорус (Echinodorus). В Европу растение впервые было завезено в начале 2000-х годов.

## Описание
Гелофитное травянистое растение. Растение образует розетки крупных сердцевидных листьев длиной до 30 см, на длинных черешках.
Листья прямостоячие, длиной до 90 см, лопасти сердцевидной формы (15–30 см × 10–23 см), черешки без волосков (гладкие) или слегка шероховатые под лопастью. Под лупой видны прозрачные жилки, образующие сетку.
Цветоносы высотой 70–120 см, обычно прямостоящие, в сечении круглые в нижней части и треугольные между мутовками цветов. Соцветие — кисть с 5–7 мутовками по 12–25 цветков каждая. Прицветники до 6 см, яйцевидные, с тонкими прозрачными краями; цветоножки 2–3 см. Чашелистики зеленые, при созревании желтеют, с ≈ 30 ребрами, до 10–12 мм, полностью закрывают плод. Лепестки белые (5–8 мм), диаметр венчика ~1,6–1,8 см, около 30 тычинок.
Плод — орешки, примерно 1–1,5 см в диаметре; семянки (ахении) булавовидные, ~3 мм × 1 мм, как правило, с 3 ребрами и 3 железами в верхней половине, столбик ~1 мм.

### Похожие виды
Часто Aquarius tunicatus ошибочно принимается за Aquarius horizontalis из-за внешнего сходства: оба имеют овальные листья с заострёнными концами и гладкой поверхностью с характерным узором жилок. Но A. tunicatus отличается более плотной розеткой листьев и цветоносом, который не превышает их по высоте и несёт сравнительно мало цветков. У A. horizontalis цветонос выше, мощнее и с большим количеством цветков на мутовку.

## Таксономия
Первоначально растение было описано в 1909 году под названием Echinodorus tunicatus Small, которое считается его базионимом. В 2018 году в ходе таксономической ревизии рода Echinodorus вид был перенесён в род Aquarius и получил современное название Aquarius tunicatus (Small) Christenh. & Byng.

## Распространение
Вид встречается в Центральной и Южной Америке: в Панаме, Коста-Рике, Колумбии, Эквадоре, Перу и Бразилии. Обитает на мелководьях рек и водоёмов с илистыми грунтами.

## Размножение и культивирование
Культуру можно держать полностью погружённой в воде или в тёплых влажных оранжереях; оптимально — в болотистой среде, на мягком питательном грунте, в мягкой кислой воде с умеренным или высоким освещением.
Размножается делением куста и образованием дочерних растений на цветоносах.

## Примечание
1. ↑  Глобальная информационная система по биоразнообразию (мн.) — 2001.
2. 1 2 3  Эхинодорус панамский (Echinodorus tunicatus). www.aqvium.ru. Дата обращения: 18 августа 2025.
3. ↑  Aquarius tunicatus (Small) Christenh. & Byng in GBIF Secretariat (2023) (англ.). GBIF Backbone Taxonomy. GBIF. doi:10.15468/39omei. Дата обращения: 18 августа 2025.